# Pressió demogràfica
La pressió demogràfica és la pressió sobre els recursos naturals causada per la superpoblació.
El volum, la distribució, el creixement i el desplaçament de la població estan estretament relacionats amb els problemes globals de pobresa, esgotament de recursos i degradació del medi ambient.
Segons estudis recents, "si les previsions actuals de creixement de la població són correctes i les pautes de l'activitat humana en el planeta no canvien, la ciència i la tecnologia no podran impedir la degradació irreversible del medi ambient ni la creixent pobresa de gran part del món".